# Wrestle-1 Tag Team Championship
O Wrestle-1 Tag Team Championship (WRESTLE-1タッグチャンピオンシップ, Wrestle-1 Taggu Chanpionshippu) é um título de duplas de luta livre profissional disputado na Wrestle-1 (W-1). O título foi anunciado em 22 de setembro de 2014, em conjunto com o inicio do torneio para coroar o primeiro campeão da Wrestle-1. Em japonês, o nome do título inclui o termo katakana para "campeonato", Chanpionshippu (チャンピオンシップ), derivado do inglês, em vez do termo kanji Ōza (王座).
Como a maioria dos campeonatos de luta livre profissional, o título é ganho como resultado de uma luta pré-determinada. No total, Houve quarto reinados compartilhados entre quatro equipes e sete lutadores.Os atuais campeões Yasufumi Nakanoue e Yuji Okabayashi em seu primeiro reinado tanto individual e como uma equipa.

## Historia

### Torneio pelo título
Em 22 de Setembro de 2014, durante o segundo dia do torneio para determinar o campeão inaugural da Wrestle-1, foi anunciado que a Wrestle-1 também anunciou a criação do seus títulos de duplas. Durante a relação da Wrestle-1 de uma promoção americana que a Total Nonstop Action Wrestling (TNA), nos eventos anteriores houve lutas pelos TNA World Tag Team Championship. Os primeiros campeões duplas da Wrestle-1 seriam coroados na "Tag League Greatest" Competições de todos contra todos que ocorreu entre 15 de novembro ate 30 de novembro de 2014. Os dois blocos contem dez equipes participantes que vão ser revealados em 3 de novembro. Mais tarde foram dadas oficialmente nome das equipes em 14 de novembro. No torneio, uma vitoria e equivalente a dois pontos, um empate um ponto e uma derrota zero pontos. As duas melhores equipes de cada bloco avança para as semifinais e os vencedores lutam nas final do torneio para determinar os campeões inaugurais. Em 27 de novembro Seiki Yoshioka saiu do torneio com uma lesão no joelho, forçando a sua equipe perder no seu ultimo combate do torneio. Em 30 de Novembro, Team 246 (Kaz Hayashi e Shuji Kondo) derrotaram os new Wild order (Akira e Manabu Soya) nas finais para ganhar o torneio e para tornarem-se os campeões inaugurais da Wrestle-1.
| A                                                 | A          | B                                                | B          |
| Lutadores                                         | Pontuações | Lutadores                                        | Pontuações |
| Masayuki Kono e Tajiri (Desperado)                | 8          | Kai e Ryota Hama (Akatenrou)                     | 6          |
| Kaz Hayashi e Shuji Kondo (Team 246)              | 6          | Akira e Manabu Soya (new Wild order)             | 5          |
| Jiro Kuroshio e Masakatsu Funaki (Ikemen Samurai) | 4          | Minoru Tanaka e Seiki Yoshioka (Too Sharp)       | 4          |
| Taiyō Kea e Yasufumi Nakanoue (Sunrise)           | 2          | Hiroshi Yamato e Seiya Sanada (Seiya to Hiroshi) | 4          |
| Mazada e Nosawa Rongai (Tokyo Gurentai)           | 0          | Koji Doi e Yusuke Kodama (Novus)                 | 1          |
| ------------------------------------------------- | ---------- | ------------------------------------------------ | ---------- |

| A               | Kuroshio Funaki         | Hayashi Kondo           | Kono Tajiri            | Mazada Nosawa           | Kea Nakanoue            |
| --------------- | ----------------------- | ----------------------- | ---------------------- | ----------------------- | ----------------------- |
| Kuroshio Funaki | X                       | Hayashi Kondo (12:10)   | Kono Tajiri (10:52)    | Kuroshio Funaki (09:55) | Kuroshio Funaki (12:38) |
| Hayashi Kondo   | Hayashi Kondo (12:10)   | X                       | Kono Tajiri (14:46)    | Hayashi Kondo (06:28)   | Hayashi Kondo (13:28)   |
| Kono Tajiri     | Kono Tajiri (10:52)     | Kono Tajiri (14:46)     | X                      | Kono Tajiri (03:35)     | Kono Tajiri (09:18)     |
| Mazada Nosawa   | Kuroshio Funaki (09:55) | Hayashi Kondo (06:28)   | Kono Tajiri (03:35)    | X                       | Kea Nakanoue (07:54)    |
| Kea Nakanoue    | Kuroshio Funaki (12:38) | Hayashi Kondo (13:28)   | Kono Tajiri (09:18)    | Kea Nakanoue (07:54)    | X                       |
| B               | Akira Soya              | Yamato Sanada           | Kai Hama               | Doi Kodama              | Tanaka Yoshioka         |
| Akira Soya      | X                       | Empate (30:00)          | Kai Hama (16:22)       | Akira Soya (09:52)      | Akira Soya (14:46)      |
| Yamato Sanada   | Empate (30:00)          | X                       | Yamato Sanada (17:08)  | Empate (30:00)          | Tanaka Yoshioka (15:50) |
| Kai Hama        | Kai Hama (16:22)        | Yamato Sanada (17:08)   | X                      | Kai Hama (12:05)        | Kai Hama (Desistência)  |
| Doi Kodama      | Akira Soya (09:52)      | Empate (30:00)          | Kai Hama (12:05)       | X                       | Tanaka Yoshioka (10:20) |
| Tanaka Yoshioka | Akira Soya (14:46)      | Tanaka Yoshioka (15:50) | Kai Hama (Desistência) | Tanaka Yoshioka (10:20) | X                       |

|  | Semifinais | Semifinais      | Semifinais      |                 |              | Final        | Final | Final |  |
|  |            |                 |                 |                 |              |              |       |       |  |
|  | A1         | Kono e Tajiri   | Pin             |                 |              |              |       |       |  |
|  | A1         | Kono e Tajiri   | Pin             |                 |              |              |       |       |  |
|  | B2         | Akira e Soya    | 09:15           |                 |              |              |       |       |  |
|  | B2         | Akira e Soya    | 09:15           |                 | Akira e Soya | Akira e Soya | Pin   |       |  |
|  |            |                 |                 |                 | Akira e Soya | Akira e Soya | Pin   |       |  |
|  |            |                 | Hayashi e Kondo | Hayashi e Kondo | 26:05        |              |       |       |  |
|  | B1         | Kai e Hama      | Hayashi e Kondo | Hayashi e Kondo | 26:05        | Pin          |       |       |  |
|  | B1         | Kai e Hama      |                 |                 |              |              |       |       |  |
|  | A2         | Hayashi e Kondo | 11:37           |                 |              |              |       |       |  |

## Historia do Título
| #                     | A ordem na história reinado                                                          |
| Reinados              | Número do reinado de um lutador especifico                                           |
| Evento                | O evento onde essa pessoa ganhou o título                                            |
| Defesas bem sucedidas | Número de defesas bem sucedidas durante esse reinado                                 |
| —                     | Usado para reinados onde o título ficou vago e que não conta como um reinado oficial |
| +                     | Indica que o reinado atual está a mudar diariamente                                  |

| # | Dupla                                       | Reinados | Data                   | Dias   | Local       | Evento                    | Defesas bem sucedidas | Notas | Ref(s)               |
| - | ------------------------------------------- | -------- | ---------------------- | ------ | ----------- | ------------------------- | --------------------- | --- | -------------------- |
| 1 | Team 246 (Kaz Hayashi e Shuji Kondo)        | 1        | 30 de novembro de 2014 | 224    | Toquio      | First Tag League Greatest | 7                     | Hayashi e Kondo derrotaram Akira e Manabu Soya nas finais de um torneio de dez pessoas para tornarem-se nos campeões inaugurais. | [ 3 ] [ 18 ] [ 19 ]  |
| 2 | new Wild order (Jun Kasai e Manabu Soya)    | 1        | 12 de julho de 2015    | 138    | Toquio      | Symbol                    | 2                     | | [ 25 ] [ 27 ] [ 28 ] |
| 3 | TriggeR (Masayuki Kono e Shuji Kondo) (2)   | 1        | 27 de novembro de 2015 | 100    | Toquio      | Autumn Bout               | 0                     | | [ 26 ] [ 29 ]        |
| 4 | Real Desperado (Kazma Sakamoto e Yuji Hino) | 1        | 6 de março de 2016     | Sendai | Trans Magic | 2                         |                       | [ 30 ] |                      |
| 5 | Yasufumi Nakanoue e Yuji Okabayashi         | 1        | 8 de junho de 2016     | 3 207+ | Tokyo       | Outbreak                  | 1                     | | [ 1 ]                |

## Lista de reinados combinados
Em 20 de março de 2025.
| †  | Indica o atual campeão                     |
| <1 | Indica que o reinado durou menos de um dia |

### Por Lutador
| Pos. | Lutadores          | Nº de reinados | Defesas combinadas | Dias combinados |
| ---- | ------------------ | -------------- | ------------------ | --------------- |
| 1    | Shuji Kondo        | 2              | 7                  | 3625            |
| 2    | Kaz Hayashi        | 1              | 7                  | 224             |
| 3    | Jun Kasai          | 1              | 2                  | 138             |
| 4    | Manabu Soya        | 1              | 2                  | 138             |
| 5    | Masayuki Kono      | 1              | 0                  | 3401            |
| 6    | Kazma Sakamoto     | 1              | 2                  | 94              |
| 7    | Yuji Hino          | 1              | 2                  | 94              |
| 8    | Yasufumi Nakanoue† | 1              | 1                  | 3207+           |
| 9    | Yuji Okabayashi†   | 1              | 1                  | 3207+           |